# Godfried I van Neder-Lotharingen
Godfried I van Neder-Lotharingen, bijgenaamd de Kinderloze, ook gekend als Godfried II van Verdun (ca. 965 - 26 september 1023) was de vierde zoon van graaf Godfried I van Verdun, bijgenaamd Godfried de Gevangene, en Mathilde van Saksen. Hij trouwde met Addila oudste dochter van graaf Diederik van Hamaland, erfgename van Hamaland.
In 1012 werd hij door de Rooms-Duitse koning Hendrik II als hertog van Neder-Lotharingen aangesteld. Deze aanstelling was deel van de politiek van de Ottonen om het westen van hun Rijk tegen Frankrijk te beschermen.
Aangezien Godfried niet uit Neder-, maar uit Opper-Lotharingen afkomstig was, was hij niet in de belangenstrijd van de Neder-Lotharingse adel betrokken en kon hij zich geheel aan de interessen van zijn koning wijden. In deze positie ondernam hij diverse veldtochten tegen tegenstrevers van het Rijk. Zo trok hij tezamen met zijn broer Herman van Ename (graaf in de Brabantgouw) op tegen de Reiniers (graven van Henegouwen en Leuven) in de Slag bij Florennes (1015) en tegen graaf Dirk III van Holland (Slag bij Vlaardingen, 1018).
Hij stierf zonder nakomelingen waarna zijn jongere broer Gozelo I hem opvolgde als hertog van Neder-Lotharingen.

## Voorouders
| Voorouders van Godfried I van Neder-Lotharingen | Voorouders van Godfried I van Neder-Lotharingen                            | Voorouders van Godfried I van Neder-Lotharingen                            | Voorouders van Godfried I van Neder-Lotharingen                      | Voorouders van Godfried I van Neder-Lotharingen                      | Voorouders van Godfried I van Neder-Lotharingen                      | Voorouders van Godfried I van Neder-Lotharingen                      | Voorouders van Godfried I van Neder-Lotharingen                      | Voorouders van Godfried I van Neder-Lotharingen                      |
| ----------------------------------------------- | -------------------------------------------------------------------------- | -------------------------------------------------------------------------- | -------------------------------------------------------------------- | -------------------------------------------------------------------- | -------------------------------------------------------------------- | -------------------------------------------------------------------- | -------------------------------------------------------------------- | -------------------------------------------------------------------- |
| Overgrootouders                                 | Wigerik (886-tussen 916-919) ∞ Kunigunde van de Ardennen (ca. 890-ca. 940) | Wigerik (886-tussen 916-919) ∞ Kunigunde van de Ardennen (ca. 890-ca. 940) | Gerard van de Metzgau (875-910) ∞ 900 Oda van Saksen (884-952)       | Gerard van de Metzgau (875-910) ∞ 900 Oda van Saksen (884-952)       | Billung von Stubenskorn (890-967) ∞ Ermengarde of Nantes (–)         | Billung von Stubenskorn (890-967) ∞ Ermengarde of Nantes (–)         | ? (-) ∞ ? (-)                                                        | ? (-) ∞ ? (-)                                                        |
| Grootouders                                     | Gozelo (911–943) ∞ Uda van Metz (910-963)                                  | Gozelo (911–943) ∞ Uda van Metz (910-963)                                  | Gozelo (911–943) ∞ Uda van Metz (910-963)                            | Gozelo (911–943) ∞ Uda van Metz (910-963)                            | Herman Billung (±900–973) ∞ Hildegarde van Westerburg (?–?)          | Herman Billung (±900–973) ∞ Hildegarde van Westerburg (?–?)          | Herman Billung (±900–973) ∞ Hildegarde van Westerburg (?–?)          | Herman Billung (±900–973) ∞ Hildegarde van Westerburg (?–?)          |
| Ouders                                          | Godfried van Verdun (±930–1002) ∞ 963 Mathilde van Saksen (942-1008)       | Godfried van Verdun (±930–1002) ∞ 963 Mathilde van Saksen (942-1008)       | Godfried van Verdun (±930–1002) ∞ 963 Mathilde van Saksen (942-1008) | Godfried van Verdun (±930–1002) ∞ 963 Mathilde van Saksen (942-1008) | Godfried van Verdun (±930–1002) ∞ 963 Mathilde van Saksen (942-1008) | Godfried van Verdun (±930–1002) ∞ 963 Mathilde van Saksen (942-1008) | Godfried van Verdun (±930–1002) ∞ 963 Mathilde van Saksen (942-1008) | Godfried van Verdun (±930–1002) ∞ 963 Mathilde van Saksen (942-1008) |
| Godfried I van Neder-Lotharingen (965-1023)     |                                                                            |                                                                            |                                                                      |                                                                      |                                                                      |                                                                      |                                                                      |                                                                      |